# Hamatabanus annularis
Hamatabanus annularis är en tvåvingeart som först beskrevs av James Stewart Hine 1917.  Hamatabanus annularis ingår i släktet Hamatabanus och familjen bromsar. Inga underarter finns listade i Catalogue of Life.